# McFly
McFly er et britisk pop-/rockband, som blev dannet i 2003 og kom ud på musikscenen tidligt i år 2004. 
Deres debutsingle var 5 Colours In Her Hair, der røg lige til tops på hitlisterne og blev der i to uger.
Samtlige af bandets singler har ligget Top 10 på den engelske singlehitliste, 7 af dem som nummer 1. Debutalbummet Room on the 3rd Floor røg direkte ind på en førstepladsen i England, og gruppen skrev sig derved i Guinness rekordbog som det yngste band nogensinde, hvis debutalbum blev nummer et – en rekord de tog fra The Beatles.

## Historie
Bandet blev dannet af Tom Fletcher og Danny Jones. Som mødtes under en audition i Manchester, efter at Tom Fletcher havde forsøgt at komme ind i bandet Busted, men uden held. De to unge drenge faldt i hak, og lejede et værelse på InterContinenal Hotel i London, hvor de opholdte sig i omkring 2 måneder med at skrive sange. Med jævne mellemrum fik de hjælp af James Bourne, der i modsætning til Tom var blevet optaget i Busted. Senere indsendte de så en annonce til musikmagasinet NME, hvor de indkaldte til en audition, til bandets Bassist og Trommeslager – her blev altså Dougie Poynter og Harry Judd optaget i bandet. Det eneste gruppen nu manglede var et navn, som ville give genlyd i musikkens verden. Tom foreslog navnet "McFly", hvilket var baseret på hans kærlighed til den Amerikanske science-fiction komedie Back to the Future series, Marty McFly – spillet af Michael J. Fox.
Da navnet var fastslået gik det løs. Den 29 marts 2004 udgav McFly deres debutsingle Five Colors in her Hair, hvilket blev et kæmpe hit blandt briterne. Allerede i April 2004 lå sangen nemlig på UK Single Chartens førsteplads, hvor den blev liggende i flere uger. Efter succesen med debutsinglen kunne McFly roligt udgive deres første album Room on the 3rd floor, som udkom den 7. juni 2004. Albummet blev også et kæmpe hit, og fløj direkte ind på førstepladsen i England. Her skrev McFly sig i rekordbøgerne som det yngste band, hvis debutalbum blev nummer et – en rekord de tog fra idolerne The Beatles. Med deres popularitet hastigt stigende, opnåede bandet flere førstepladeser og fik tildelt op til flere awards. McFly modtog bl.a. awards som Best UK Band og Best Album. En god hjælp dertil har dog været venskabet med Busted, som gav dem mulighed for at deltage i deres Arena Tour, fungerende som opvarmningsband. 
Herefter gik det kun fremad, og allerede året efter succesen med debutalbummet, stod bandet klar den 29. august med det 2. album Wonderland. Ligesom Room on the 3rd floor cd'en gik Wonderland direkte ind på Englands førsteplads. På cd'en findes sangen All About You, der byder på et 60 mand stort orkester. Sangen blev år 2005's officielle single for Comic Relief, og bandet hjalp således til med at indsamle penge til nødlidende børn i bl.a. Afrika. I den forbindelse fik bandet mulighed for at rejse til Uganda, for selv at se, hvad pengene skulle bruges til. Under besøget blev musikvideoen til sangen "You've got a friend" også optaget, og kan sammen med sangen "All about You" findes på Comic Relief-singlen. I juli 2005 havde McFLY æren af at optræde i Tokyo som en del af den globale støttekoncert LIVE 8, der blev transmiteret direkte til hele verden. I november 2005 udsendte McFLY deres første live DVD, The Wonderland Tour 2005, optaget i Manchester under deres efterårstourné. 
(biografi af www.mcflyfans.dk)

### 2006
Successen ville ingen ende tage. Deres andet album Wonderland, gik også direkte ind på en førsteplads på albumhitlisten. Den 6. november 2006 udkom så bandets tredje album, Motion In The Ocean, som endte på en 6. plads. Dette album blev senere genudsendt sammen men en live-dvd fra deres efterårstourné, 2006.
I 2006 medvirkede gruppen i filmen Just My Luck. Derudover har de indspillet soundtracket til filmen Nat på Museet.

### 2007
Dette år bød på hele to englandstournér, en i foråret og, i forbindelse med udgivelsen af deres "Greatest Hits", en i efteråret. Musikprogrammet Boogie tog til Birmingham i slutningen af november for at interviewe McFLY sammen med to danske fans. Interviewet kan ses på Boogies hjemmeside og YouTube. 

### 2008
I begyndelsen af året forlod McFly Universal for at starte deres eget pladeselskab Super Records. Bruddet skyldtes bl.a. uoverensstemmelser vedrørende "censuren" af deres sange samt den måde, gruppen var blevet markedsført på gennem de sidste 4 år.
Fra januar til marts var McFLY i Australien – dels for at give to (udsolgte) koncerter, men hovedsageligt for at indspille deres 4. studiealbum, Radio:ACTIVE, udkom den 22. september 2008. En 10-tracks-udgave af dette album blev givet væk gratis sammen med avisen "The Mail on Sunday" den 21. juli 2008, hvilket forøgede avisens salg med 300.000. eksemplarer på den dag!
"Radio:ACTIVE" udkom i september i en deluxe-udgave med tilhørende dvd og opnåede en 8.-plads på den engelske albumhitliste. I oktober tog McFLY til Brasilien for at spille koncerter og promovere dem selv. Dette var bandets første koncerter i et ikke-engelsk land. November/december byder på endnu en stor englandstourné for bandet, hvorfra der også udkommer en live-dvd.

### 2009
McFly har i 2009 både givet koncerter i Australien, Japan, Sydamerika og Holland. De har desuden også været på tour i UK. Denne tour var kaldt "Up Close and This Time it's Personal". McFLY tog på en mini-Europatourné i efteråret 2009 til Spanien, Frankrig, Holland og Tyskland.

### 2010
McFLY tilbragte marts og april i Atlanta sammen med Dallas Austin, for at indspille deres album "Above The Noise" der udkom den 15. November.

### 2013-2014
Den 11. november 2013 blev supergruppen McBusted dannet, som inkluderede alle medlemmer af McFly samt tidligere medlemmer af Busted: Matt Willis og James Bourne. I 2014 havde de en fælles koncertturné i Storbritannien. I 2014 modtog McFly en særlig pris ved Nickelodeon Kids' Choice Award for at være det foretrukne britiske band i det sidste årti. Indtil 2014 har McFly haft 21 singler på Top 40 UK Singles Chart (herunder syv, som nåede førstepladsen) og syv albums på Top 40 UK Albums Chart.

### 2019
Den 10. september 2019 annoncerede McFly deres comeback. Den 20. november 2019 spillede de en koncert på O2 Arena i London, og hver uge før koncerten udgav de en tidligere uset sang kaldet "The Lost Songs".

## Medlemmer
- Tom Fletcher: Guitar, klaver og vokal.
- Danny Jones: Guitar, mundharmonika og vokal.
- Dougie Poynter: Bas, guitar og bagvokal.
- Harry Judd: Trommer.

## Diskografi
- Room On The 3rd Floor, udgivet 7. juni 2004
  - Five Colours In Her Hair, udgivet 29. marts 2004
  - Obviously, udgivet 21. juni 2004
  - That Girl, udgivet 6. september 2004
  - Room On The 3rd Floor, udgivet 15. november 2004

- Wonderland, udgivet 29. august 2005
  - All About You/You've Got A Friend, udgivet 7. marts 2005
  - I'll Be OK, udgivet 15. august 2005
  - I Wanna Hold You, udgivet 17. oktober 2005
  - Ultraviolet/Ballad of Paul K, udgivet 12. december 2005

- Just My Luck, udgivet 9. maj 2006

- Motion In The Ocean, udgivet 6. november 2006
  - Please, Please/Don't Stop Me Now, udgivet 17. juli 2006
  - Star Girl, udgivet 23. oktober 2006
  - Sorry's Not Good Enough/Friday Night, udgivet 18. december 2006
  - Transylvania, udgivet 7. maj 2007

- Motion In The Ocean (special edition + Tour DVD), udgivet 14. maj 2007 (DK: 27. august 2007)
  - Baby's Coming Back, udgivet 7. maj 2007

- McFLY: All The Greatest Hits, udgivet 5. november 2007 (DK: 3. december 2007)
  - The Heart Never Lies, udgivet 22. oktober 2007

- Radio:ACTIVE, udgivet 21. juli 2008 (DELUXE-udgave 22. september 2008)
  - One For The Radio, udgivet 14. juli 2008
  - Lies, udgivet 15. september 2008
  - Do Ya/Stay With Me, udgivet 24. november 2008

- Above The Noise, udgivet 15. november 2010

### DVD'er
- The Wonderland Tour 2005, udgivet 28. november 2005
- The Motion In The Ocean Tour, udgivet 14. maj 2007
- All The Greatest Hits, udgivet 3. december 2007
- Down Under with McFLY + On the road with McFLY, Summer 2008, udgivet 22. september 2008
- Radio:ACTIVE Tour, udgivet 11. maj 2009